# 4e étape du Tour de France 2012
Pour un article plus général, voir Tour de France 2012.
La 4e étape du Tour de France 2012 s'est déroulée le mercredi 4 juillet 2012. Elle part d'Abbeville et arrive à Rouen.

## Parcours
Après le départ d'Abbeville, dans la Somme, la course se dirige vers l'ouest et arrive en Seine-Maritime, à Eu. Les coureurs longent la côte du Tréport jusqu'à Fécamp. Trois côtes de quatrième catégorie sont placées sur cette portion du parcours : les côtes du mont Huon (km 38), de Dieppe (km 69) et de Pourville-sur-Mer (km 74). Le sprint intermédiaire de l'étape se trouve à Fécamp (km 140). Après cette ville, le parcours prend la direction de Rouen. Une dernière côte de quatrième catégorie se trouve à Toussaint (km 143). L'arrivée est jugée dans le centre de Rouen, après 214 km de course.

## Déroulement de la course
Le Japonais Yukiya Arashiro (Europcar) attaque dès le kilomètre zéro, il est suivi par deux Français : David Moncoutié (Cofidis) et Anthony Delaplace (Saur-Sojasun). Les trois hommes ont jusqu'à 8 min 40 s d'avance au kilomètre 16. En prévision du sprint final pour André Greipel, les coureurs de Lotto-Belisol roulent en tête de peloton pour limiter l'écart. Moncoutié et Delaplace passent à tour de rôle en tête aux sommets des quatre côtes du jour et laissent la première place du sprint intermédiaire de Fécamp à Arashiro. Mark Cavendish (Sky) remporte le sprint intermédiaire du peloton devant Matthew Goss (Orica-GreenEDGE).
L'écart entre le peloton et les échappés se réduit progressivement et à 10 km de l'arrivée, l'échappée est condamnée. Quelques attaques ne donnent rien, le dernier trio d'attaquants composé de Samuel Dumoulin (Cofidis), Sylvain Chavanel (Omega Pharma-Quick Step) et Wout Poels (Vacansoleil-DCM) est rejoint à 4 km du but. Alors qu'un sprint massif se profile, une chute collective coupe le peloton à 2,5 km de la ligne, Cavendish est à terre et ne participe donc pas au sprint final. Bien emmené par l'équipe Lotto-Belisol, André Greipel produit son effort à 200 m de la ligne et s'impose devant Alessandro Petacchi (Lampre-ISD) et Tom Veelers (Argos-Shimano). C'est la deuxième victoire d'étape de sa carrière sur le Tour de France. Le maillot jaune reste sur les épaules de Fabian Cancellara (RadioShack-Nissan).

## Résultats

### Classement de l'étape
| Classement de la 4e étape | Classement de la 4e étape | Classement de la 4e étape | Classement de la 4e étape | Classement de la 4e étape |
|                           | Coureur                   | Pays                      | Équipe                    | Temps                     |
| ------------------------- | ------------------------- | ------------------------- | ------------------------- | ------------------------- |
| 1er                       | André Greipel             | Allemagne                 | Lotto-Belisol             | en 5 h 18 min 32 s        |
| 2e                        | Alessandro Petacchi       | Italie                    | Lampre-ISD                | m.t                       |
| 3e                        | Tom Veelers               | Pays-Bas                  | Argos-Shimano             | m.t                       |
| 4e                        | Matthew Goss              | Australie                 | Orica-GreenEDGE           | m.t                       |
| 5e                        | Peter Sagan               | Slovaquie                 | Liquigas-Cannondale       | m.t                       |
| 6e                        | Jonathan Cantwell         | Australie                 | Saxo Bank-Tinkoff Bank    | m.t                       |
| 7e                        | Daryl Impey               | Afrique du Sud            | Orica-GreenEDGE           | m.t                       |
| 8e                        | Kris Boeckmans            | Belgique                  | Vacansoleil-DCM           | m.t                       |
| 9e                        | Edvald Boasson Hagen      | Norvège                   | Sky                       | m.t                       |
| 10e                       | Rubén Pérez               | Espagne                   | Euskaltel-Euskadi         | m.t                       |
| modifier                  |                           |                           |                           |                           |

### Points attribués
| Sprint intermédiaire de Fécamp (km 140) | Sprint intermédiaire de Fécamp (km 140) | Sprint intermédiaire de Fécamp (km 140) | Sprint intermédiaire de Fécamp (km 140) | Sprint intermédiaire de Fécamp (km 140) |
| --------------------------------------- | --------------------------------------- | --------------------------------------- | --------------------------------------- | --------------------------------------- |
|                                         | Coureur                                 | Pays                                    | Équipe                                  | Point(s)                                |
| 1er                                     | Yukiya Arashiro                         | Japon                                   | Europcar                                | 20                                      |
| 2e                                      | Anthony Delaplace                       | France                                  | Saur-Sojasun                            | 17                                      |
| 3e                                      | David Moncoutié                         | France                                  | Cofidis                                 | 15                                      |
| 4e                                      | Mark Cavendish                          | Royaume-Uni                             | Sky                                     | 13                                      |
| 5e                                      | Matthew Goss                            | Australie                               | Orica-GreenEDGE                         | 11                                      |
| 6e                                      | Mark Renshaw                            | Australie                               | Rabobank                                | 10                                      |
| 7e                                      | Peter Sagan                             | Slovaquie                               | Liquigas-Cannondale                     | 9                                       |
| 8e                                      | Alessandro Petacchi                     | Italie                                  | Lampre-ISD                              | 8                                       |
| 9e                                      | Kenny van Hummel                        | Pays-Bas                                | Vacansoleil-DCM                         | 7                                       |
| 10e                                     | Yauheni Hutarovich                      | Biélorussie                             | FDJ-BigMat                              | 6                                       |
| 11e                                     | Marcus Burghardt                        | Allemagne                               | BMC Racing                              | 5                                       |
| 12e                                     | Aliaksandr Kuschynski                   | Biélorussie                             | Katusha                                 | 4                                       |
| 13e                                     | Brett Lancaster                         | Australie                               | Orica-GreenEDGE                         | 3                                       |
| 14e                                     | Daryl Impey                             | Afrique du Sud                          | Orica-GreenEDGE                         | 2                                       |
| 15e                                     | Matthieu Ladagnous                      | France                                  | FDJ-BigMat                              | 1                                       |
| modifier                                |                                         |                                         |                                         |                                         |

| Classement de l'étape | Classement de l'étape | Classement de l'étape | Classement de l'étape   | Classement de l'étape |
| --------------------- | --------------------- | --------------------- | ----------------------- | --------------------- |
|                       | Coureur               | Pays                  | Équipe                  | Point(s)              |
| 1er                   | André Greipel         | Allemagne             | Lotto-Belisol           | 45                    |
| 2e                    | Alessandro Petacchi   | Italie                | Lampre-ISD              | 35                    |
| 3e                    | Tom Veelers           | Pays-Bas              | Argos-Shimano           | 30                    |
| 4e                    | Matthew Goss          | Australie             | Orica-GreenEDGE         | 26                    |
| 5e                    | Peter Sagan           | Slovaquie             | Liquigas-Cannondale     | 22                    |
| 6e                    | Jonathan Cantwell     | Australie             | Saxo Bank-Tinkoff Bank  | 20                    |
| 7e                    | Daryl Impey           | Afrique du Sud        | Orica-GreenEDGE         | 18                    |
| 8e                    | Kris Boeckmans        | Belgique              | Vacansoleil-DCM         | 16                    |
| 9e                    | Edvald Boasson Hagen  | Norvège               | Sky                     | 14                    |
| 10e                   | Rubén Pérez           | Espagne               | Euskaltel-Euskadi       | 12                    |
| 11e                   | Gregory Henderson     | Australie             | Lotto-Belisol           | 10                    |
| 12e                   | Jürgen Roelandts      | Belgique              | Lotto-Belisol           | 8                     |
| 13e                   | Dmitriy Fofonov       | Kazakhstan            | Astana                  | 6                     |
| 14e                   | Peter Velits          | Slovaquie             | Omega Pharma-Quick Step | 4                     |
| 15e                   | Rémy Di Grégorio      | France                | Cofidis                 | 2                     |
| modifier              |                       |                       |                         |                       |

### Cols et côtes
| Côte du Mont Huon (km 38) 4e catégorie | Côte du Mont Huon (km 38) 4e catégorie | Côte du Mont Huon (km 38) 4e catégorie | Côte du Mont Huon (km 38) 4e catégorie | Côte du Mont Huon (km 38) 4e catégorie |
| -------------------------------------- | -------------------------------------- | -------------------------------------- | -------------------------------------- | -------------------------------------- |
|                                        | Coureur                                | Pays                                   | Équipe                                 | Point(s)                               |
| 1er                                    | David Moncoutié                        | France                                 | Cofidis                                | 1                                      |
| modifier                               |                                        |                                        |                                        |                                        |

| Côte de Dieppe (km 69) 4e catégorie | Côte de Dieppe (km 69) 4e catégorie | Côte de Dieppe (km 69) 4e catégorie | Côte de Dieppe (km 69) 4e catégorie | Côte de Dieppe (km 69) 4e catégorie |
| ----------------------------------- | ----------------------------------- | ----------------------------------- | ----------------------------------- | ----------------------------------- |
|                                     | Coureur                             | Pays                                | Équipe                              | Point(s)                            |
| 1er                                 | Anthony Delaplace                   | France                              | Saur-Sojasun                        | 1                                   |
| modifier                            |                                     |                                     |                                     |                                     |

| Côte de Pourville-sur-Mer (km 74) 4e catégorie | Côte de Pourville-sur-Mer (km 74) 4e catégorie | Côte de Pourville-sur-Mer (km 74) 4e catégorie | Côte de Pourville-sur-Mer (km 74) 4e catégorie | Côte de Pourville-sur-Mer (km 74) 4e catégorie |
| ---------------------------------------------- | ---------------------------------------------- | ---------------------------------------------- | ---------------------------------------------- | ---------------------------------------------- |
|                                                | Coureur                                        | Pays                                           | Équipe                                         | Point(s)                                       |
| 1er                                            | David Moncoutié                                | France                                         | Cofidis                                        | 1                                              |
| modifier                                       |                                                |                                                |                                                |                                                |

| Côte de Toussaint (km 143) 4e catégorie | Côte de Toussaint (km 143) 4e catégorie | Côte de Toussaint (km 143) 4e catégorie | Côte de Toussaint (km 143) 4e catégorie | Côte de Toussaint (km 143) 4e catégorie |
| --------------------------------------- | --------------------------------------- | --------------------------------------- | --------------------------------------- | --------------------------------------- |
|                                         | Coureur                                 | Pays                                    | Équipe                                  | Point(s)                                |
| 1er                                     | Anthony Delaplace                       | France                                  | Saur-Sojasun                            | 1                                       |
| modifier                                |                                         |                                         |                                         |                                         |

## Classements à l'issue de l'étape

### Classement général
| Classement général | Classement général   | Classement général | Classement général      | Classement général |
|                    | Coureur              | Pays               | Équipe                  | Temps              |
| ------------------ | -------------------- | ------------------ | ----------------------- | ------------------ |
| 1er                | Fabian Cancellara    | Suisse             | RadioShack-Nissan       | en 20 h 4 min 2 s  |
| 2e                 | Bradley Wiggins      | Royaume-Uni        | Sky                     | + 7 s              |
| 3e                 | Sylvain Chavanel     | France             | Omega Pharma-Quick Step | + 7 s              |
| 4e                 | Tejay van Garderen   | États-Unis         | BMC Racing              | + 10 s             |
| 5e                 | Edvald Boasson Hagen | Norvège            | Sky                     | + 11 s             |
| 6e                 | Denis Menchov        | Russie             | Katusha                 | + 13 s             |
| 7e                 | Cadel Evans          | Australie          | BMC Racing              | + 17 s             |
| 8e                 | Vincenzo Nibali      | Italie             | Liquigas-Cannondale     | + 18 s             |
| 9e                 | Ryder Hesjedal       | Canada             | Garmin-Sharp            | + 18 s             |
| 10e                | Andreas Klöden       | Allemagne          | RadioShack-Nissan       | + 19 s             |
| modifier           |                      |                    |                         |                    |

### Classement par points
| Classement par points | Classement par points | Classement par points | Classement par points | Classement par points |
| --------------------- | --------------------- | --------------------- | --------------------- | --------------------- |
|                       | Coureur               | Pays                  | Équipe                | Point(s)              |
| 1er                   | Peter Sagan           | Slovaquie             | Liquigas-Cannondale   | 147 points            |
| 2e                    | Matthew Goss          | Australie             | Orica-GreenEDGE       | 92 pts                |
| 3e                    | André Greipel         | Allemagne             | Lotto-Belisol         | 87 pts                |
| modifier              |                       |                       |                       |                       |

### Classement du meilleur grimpeur
| Classement du meilleur grimpeur | Classement du meilleur grimpeur | Classement du meilleur grimpeur | Classement du meilleur grimpeur | Classement du meilleur grimpeur |
| ------------------------------- | ------------------------------- | ------------------------------- | ------------------------------- | ------------------------------- |
|                                 | Coureur                         | Pays                            | Équipe                          | Point(s)                        |
| 1er                             | Michael Mørkøv                  | Danemark                        | Saxo Bank-Tinkoff Bank          | 9 points                        |
| 2e                              | Ivan Basso                      | Italie                          | Liquigas-Cannondale             | 2 pts                           |
| 3e                              | Peter Sagan                     | Slovaquie                       | Liquigas-Cannondale             | 2 pts                           |
| modifier                        |                                 |                                 |                                 |                                 |

### Classement du meilleur jeune
| Classement général du meilleur jeune | Classement général du meilleur jeune | Classement général du meilleur jeune | Classement général du meilleur jeune | Classement général du meilleur jeune |
|                                      | Coureur                              | Pays                                 | Équipe                               | Temps                                |
| ------------------------------------ | ------------------------------------ | ------------------------------------ | ------------------------------------ | ------------------------------------ |
| 1er                                  | Tejay van Garderen                   | États-Unis                           | BMC Racing                           | en 20 h 4 min 12 s                   |
| 2e                                   | Edvald Boasson Hagen                 | Norvège                              | Sky                                  | + 1 s                                |
| 3e                                   | Rein Taaramäe                        | Estonie                              | Cofidis                              | + 12 s                               |
| modifier                             |                                      |                                      |                                      |                                      |

### Classement par équipes
| Classement par équipes | Classement par équipes | Classement par équipes | Classement par équipes |
|                        | Équipe                 | Pays                   | Temps                  |
| ---------------------- | ---------------------- | ---------------------- | ---------------------- |
| 1re                    | Sky                    | Royaume-Uni            | en 60 h 12 min 40 s    |
| 2e                     | RadioShack-Nissan      | Luxembourg             | + 4 s                  |
| 3e                     | BMC Racing             | États-Unis             | + 6 s                  |
| modifier               |                        |                        |                        |

## Abandon
- Maarten Tjallingii (Rabobank) : non-partant à la suite d'une chute la veille au km 168.